# Алмейда, Мурилу де
Мурилу Рибейру де Алмейда (порт. Murilo Ribeiro de Almeida; род. 21 января 1989, Президенти-Пруденти, Сан-Паулу, Бразилия) — бразильский и восточнотиморскийфутболист, нападающий.

## Биография
В 2011 году подписал контракт с футбольным клубом «Персираджа Банда-Ачех». Дебютировал в матче против «Персиджап-Джепара» и забил гол на 69-й минуте, «Персираджа Банда-Ачех» одержал победу со счётом 2:1. В матче против «Персиджа-Джакарта» был удален с поля на 16-й минуте за грубое нарушение правил.
В 2015 году подписал контракт с командой чемпионата Японии по футболу «Оита Тринита», а позже играл за клуб «Нагано Парсейро» в третьем дивизионе чемпионата, арендованным у «Оита Тринита». Позже перешел в «Саут Чайна» в премьер-лигу Гонконга, а также выступал кубке АФК 2015 года.
В 2017 году подписал двухлетний контракт с индийским клубом чемпионата Индии по футболу «Ченнай-сити». Участвовал в 8 матчах и забил один гол в ворота «Черчилль-Бразерс». Также хорошо выступил в матче против «Мохун Баган», где его команда одержала победу со счётом 2:1.

## Международная карьера
Дебютировал за сборную Восточного Тимора по футболу до 23 лет на играх Юго-Восточной Азии 2011 года, где первый матч был против сборной Брунея по футболу. Забил 3 гола на играх Юго-Восточной Азии, а также получил красную карточку за неспортивное поведение во время третьего матча против сборной Вьетнама. С 2011 по 2013 год забил 3 гола в 4 матчах за молодёжную сборную Восточного Тимора по футболу.
В 2012 году дебютировал за взрослую сборную Восточного Тимора по футболу против сборной Камбоджи по футболу, в котором Восточный Тимор одержал свою первую международную победу со счётом 5-1.
В 2014 году сделал хет-трик в матче против сборной Брунея по футболу на групповом этапе чемпионата АСЕАН по футболу и был удостоен звания «Игрок недели в Юго-Восточной Азии» по версии Goal.com; его сборная одержала победу в матче со счётом 4:2.
В период с 2012 по 2015 год участвовал в 8 международных матчах за Восточный Тимор и забил 6 голов.